# Marek Suchý
Marek Suchý (sinh ngày 29 tháng 3 năm 1988) là một cầu thủ bóng đá chuyên nghiệp người Séc thi đấu ở vị trí hậu vệ cho câu lạc bộ FC Augsburg của giải Bundesliga và đeo băng thủ quân đội tuyển bóng đá quốc gia Cộng hòa Séc.

## Sự nghiệp câu lạc bộ

### Slavia, Spartak
Xuất phát là một trung vệ có khẳ năng chơi như một tiền vệ phòng ngự, Suchý đã giành suất lên đội một của Slavia kể từ năm 2005. Mặc dù anh được Rangers cũng như nhiều đội bóng khác tại Anh, Pháp và Đức liên hệ vào hè năm 2008, anh vẫn ở lại Slavia. Ngày 24 tháng 11 năm 2009, anh được đem cho mượn tới FC Spartak Moscow trong một năm kèm tùy chọn mua đứt với giá 3,5 triệu euro. Spartak sau đó đã kích hoạt điều khoản này.

### Basel
Tháng 1 năm 2014, Suchý được đem cho mượn tới câu lạc bộ hàng đầu của Thụy Sĩ là FC Basel trong nửa sau giải bóng đá vô địch quốc gia Thụy Sĩ 2013–14, kèm theo điều khoản mua đứt vào cuối mùa đó. Suchý chơi trận ra mắt Basel vào ngày 2 tháng 2 năm 2014 ở trận thắng sân khách 3–1 tại Stade Olympique de la Pontaise trước Lausanne-Sport. Chỉ 3 ngày sau anh ghi bàn thắng đầu tiên cho đội bóng mới ở tứ kết Cúp bóng đá Thụy Sĩ chạm trán Le Mont vào ngày 5 tháng 2 năm 2014, giúp Basel đại thắng 6–1. Cuối mùa giải vô địch quốc gia 2013–14 Suchý đã đoạt chức vô địch cùng Basel. Họ còn tiến đến chung kết Cúp bóng đá Thụy Sĩ 2013–14, nhưng bị đánh bại với tỉ số 2–0 bởi Zürich sau hiệp phụ. Basel đã giành vé dự vòng đấu loại trực tiếp của Europa League và họ chỉ dừng chân ở vòng tứ kết.
Basel đã mua đứt bản hợp đồng của anh sau khi hết thời hạn cho mượn. Mùa 2014–15 là một mùa giải cực kỳ thành công đối với Basel. Họ đã giành được chức vô địch quốc gia thứ 6 liên tiếp ở mùa giải đó và tại Cúp bóng đá Thụy Sĩ 2014–15 họ cũng lọt vào trận chung kết. Nhưng mùa thứ ba liên tiếp, họ lại cán đích ở vị trí á quân khi để thua 0–3 trước FC Sion ở trận chung kết. Basel còn lọt vào vòng đấu bảng Champions League và tiến đến vòng đấu loại trực tiếp vào ngày 9 tháng 12 năm 2014 sau khi giành được trận hòa 1–1 trên sân Anfield của Liverpool.

## Thống kê sự nghiệp
Tính đến trận đấu ngày 16 tháng 5 năm 2020
| Câu lạc bộ            | Mùa                | Giải                        | Giải    | Giải      | Cúp quốc gia | Cúp quốc gia | Cúp châu Âu | Cúp châu Âu | Tổng cộng | Tổng cộng |
| Câu lạc bộ            | Mùa                | Hạng đấu                    | Số trận | Bàn thắng | Số trận      | Bàn thắng    | Số trận     | Bàn thắng   | Số trận   | Bàn thắng |
| --------------------- | ------------------ | --------------------------- | ------- | --------- | ------------ | ------------ | ----------- | ----------- | --------- | --------- |
| Slavia Prague         | 2004–05            | Národní Liga                | 3       | 0         | 0            | 0            | 0           | 0           | 3         | 0         |
| Slavia Prague         | 2005–06            | Národní Liga                | 21      | 0         | 0            | 0            | 10          | 0           | 31        | 0         |
| Slavia Prague         | 2006–07            | Národní Liga                | 16      | 0         | 0            | 0            | 3           | 0           | 19        | 0         |
| Slavia Prague         | 2007–08            | Národní Liga                | 26      | 1         | 0            | 0            | 12          | 0           | 38        | 1         |
| Slavia Prague         | 2008–09            | Národní Liga                | 27      | 0         | 0            | 0            | 8           | 0           | 35        | 0         |
| Slavia Prague         | 2009–10            | Národní Liga                | 16      | 0         | 0            | 0            | 9           | 0           | 25        | 0         |
| Slavia Prague         | Tổng cộng          | Tổng cộng                   | 109     | 1         | 0            | 0            | 42          | 0           | 151       | 1         |
| Spartak Moscow (mượn) | 2010               | Giải bóng đá Ngoại hạng Nga | 8       | 1         | 0            | 0            | 0           | 0           | 8         | 1         |
| Spartak Moscow        | 2010               | Giải bóng đá Ngoại hạng Nga | 17      | 0         | 3            | 0            | 11          | 0           | 31        | 0         |
| Spartak Moscow        | 2011–12            | Giải bóng đá Ngoại hạng Nga | 32      | 3         | 1            | 0            | 0           | 0           | 33        | 3         |
| Spartak Moscow        | 2012–13            | Giải bóng đá Ngoại hạng Nga | 21      | 1         | 1            | 0            | 7           | 0           | 29        | 1         |
| Spartak Moscow        | 2013–14            | Giải bóng đá Ngoại hạng Nga | 6       | 0         | 1            | 0            | 2           | 0           | 9         | 0         |
| Spartak Moscow        | Tổng cộng          | Tổng cộng                   | 84      | 5         | 6            | 0            | 20          | 0           | 110       | 5         |
| Basel (mượn)          | 2013–14            | Swiss Super League          | 16      | 1         | 3            | 1            | 4           | 0           | 23        | 2         |
| Basel                 | 2014–15            | Swiss Super League          | 30      | 1         | 4            | 0            | 7           | 1           | 41        | 2         |
| Basel                 | 2015–16            | Swiss Super League          | 34      | 2         | 1            | 0            | 13          | 1           | 48        | 3         |
| Basel                 | 2016–17            | Swiss Super League          | 33      | 4         | 4            | 0            | 6           | 0           | 43        | 4         |
| Basel                 | 2017–18            | Swiss Super League          | 31      | 1         | 5            | 0            | 8           | 0           | 44        | 1         |
| Basel                 | 2018–19            | Swiss Super League          | 19      | 2         | 3            | 0            | 3           | 0           | 25        | 2         |
| Basel                 | Tổng cộng          | Tổng cộng                   | 163     | 11        | 20           | 1            | 41          | 2           | 224       | 14        |
| FC Augsburg           | 2019–20            | Bundesliga                  | 3       | 0         | 1            | 0            | —           | —           | 4         | 0         |
| Tổng kết sự nghiệp    | Tổng kết sự nghiệp | Tổng kết sự nghiệp          | 359     | 17        | 27           | 1            | 103         | 2           | 489       | 20        |

1. ↑  Hai trận tại UEFA Champions League, 8 trận tại Cúp UEFA
2. ↑  Số trận tại Cúp UEFA
3. ↑  10 trận tại UEFA Champions League, hai trận tại Cúp UEFA
4. ↑  Hai trận tại UEFA Champions League, 6 trận tại Cúp UEFA
5. ↑  Hai trận tại UEFA Champions League, 7 trận tại UEFA Europa League
6. ↑  6 trận tại UEFA Champions League, 5 trận tại UEFA Europa League
7. 1 2 3 4  Số trận tại UEFA Champions League
8. 1 2  Số trận tại UEFA Europa League
9. ↑  Four appearances in the UEFA Champions League, nine appearances and one goal in the UEFA Europa League
10. ↑  Two appearances in the UEFA Champions League, one appearance in the UEFA Europa League

### Bàn thắng cho đội tuyển
Tỉ số và kết quả liệt kê bàn thắng của Cộng hòa Séc trước.
| #  | Ngày               | Nơi tổ chức                              | Đối thủ  | Tỉ số | Kết quả | Giải đấu |
| -- | ------------------ | ---------------------------------------- | -------- | ----- | ------- | -------- |
| 1. | 5 tháng 6 năm 2016 | Sân vận động Sinobo, Praha, Cộng hòa Séc | Hàn Quốc | 1–2   | 1–2     | Giao hữu |

## Danh hiệu
Slavia Praha
- Giải vô địch quốc gia Séc: 2007–08, 2008–09

Basel
- Giải vô địch quốc gia Thụy Sĩ: 2013–14, 2014–15, 2015–16, 2016–17
- Cúp bóng đá Thụy Sĩ: 2016–17,[11] 2018–19

U-21 Cộng hòa Séc
- Á quân giải vô địch bóng đá U-20 thế giới: 2007

Cá nhân
- Giải Quả bóng vàng vào năm 2006, giải "Phát hiện của năm" cho cầu thủ trẻ hay nhất năm.[12]